# Camilo Escalona
Camilo Escalona Medina (15 giugno 1955) è un politico cileno, appartenente al Partito Socialista Cileno.
Dal 2005 è deputato al Congresso Nazionale Cileno e dal mese di maggio del 2006 è stato eletto segretario del suo partito sconfiggendo Isabel Allende Bussi.